# Tôn Quyền
Tôn Quyền (giản thể: 孙权; phồn thể: 孫權; 5 tháng 7 năm 182– 21 tháng 5, 252), tự là Trọng Mưu (仲谋), thụy hiệu Ngô Đại Đế (吴大帝, tức là "Hoàng đế lớn của Ngô"), là người sáng lập của chính quyền Đông Ngô dưới thời Tam Quốc trong lịch sử Trung Quốc. Ông thừa hưởng quyền kiểm soát đất Giang Đông từ tay huynh trưởng, Tôn Sách, năm 200. Ông tuyên bố độc lập và cai trị Giang Đông từ năm 222 đến 229 với tước hiệu Ngô vương và từ 229 đến 252 với tước hiệu hoàng đế Ngô. Không như các đối thủ Tào Tháo và Lưu Bị, Tôn Quyền thường đóng vai trò trung lập trong các cuộc xung đột của Thục và Ngụy, và chỉ đứng về một trong phía hai bên còn lại nếu điều đó có lợi cho nước Ngô; cũng không bao giờ cố gắng để thống nhất ba nước, mặc dù nhiều sử gia cho rằng là do không đủ thực lực để làm điều đó.
Tôn Quyền chào đời khi phụ thân ông là Tôn Kiên còn làm huyện thừa ở Hạ Bì. Sau cái chết của Tôn Kiên vào đầu năm 190, ông và gia đình di chuyển qua nhiều nơi ở phía nam Trường Giang, cho đến khi trưởng huynh Tôn Sách chiếm cứ được Giang Đông, với sự giúp đỡ của những người bạn thân thiết và các lãnh chúa địa phương. Sau khi Tôn Sách bị Hứa Cống ám sát vào năm 200, Tôn Quyền mới 18 tuổi lên kế nhiệm làm thủ lĩnh miền đông nam Trung Quốc. Chính quyền của ông được cho là tương đối ổn định trong những năm đầu nhờ vào sự tận tâm phò tá của các thủ hạ của Tôn Kiên và Tôn Sách như Chu Du, Trương Chiêu, Trương Hoành, và Trình Phổ. Vì thế suốt những năm 200, Tôn Quyền, với sự giúp sức của các cộng sự đắc lực, tiếp tục củng cố sức mạnh tại lãnh địa của mình. Đầu năm 207, quân đội của ông giành chiến thắng hoàn toàn trước Hoàng Tổ, một tướng lĩnh dưới quyền Lưu Biểu, lãnh chúa nắm quyền ở Kinh Châu.
Mùa đông cùng năm, lãnh chúa đã thống nhất toàn miền bắc là Tào Tháo đem 800.000 quân chinh phạt miền nam mong hoàn thành bá nghiệp thống nhất Trung Quốc. Hai phe phái chủ chiến và chủ hòa nổi lên tranh cãi với nhau trong triều đình Đông Ngô. Một phe, đứng đầu là Trương Chiêu, chủ trương đầu hàng, phe còn lại của Chu Du và Lỗ Túc, phản đối hàng Tào. Cuối cùng, Tôn Quyền quyết định giao chiến với Tào Tháo ở lưu vực sông Trường Giang. Bằng việc liên minh với Lưu Bị và sử dụng các tướng linh Chu Du và Hoàng Cái, quân Ngô đã đại phá Tào Tháo ở trận Xích Bích.
Năm 220, Tào Phi, con trai và người kế vị của Tào Tháo, soán ngôi nhà Hán và xưng là Ngụy hoàng đế. Ban đầu Tôn Quyền chủ trương xưng thần với Ngụy và nhận phong là Ngô vương, nhưng sau khi Tào Phi cho đòi trưởng tử của Tôn Quyền là Tôn Đăng đến Lạc Dương làm con tin thì Quyền từ chối. Năm 222, ông ly khai khỏi Ngụy và đổi niên hiệu, nhưng đến năm 229 mới chính thức xưng là hoàng đế. Vì sự khéo léo và ưa chuộng nhân tài mà Tôn Quyền thu hút được rất nhiều văn thần võ tướng có thực lực làm việc cho mình.
Sau cái chết của hoàng thái tử, Tôn Đăng, triều đình Đông Ngô xuất hiện rạn nứt về vấn đề người kế vị. Khi hoàng tử Tôn Hòa được tấn phong làm Tân trữ quân, được nhận sự ủng hộ từ Lục Tốn và Gia Cát Khác, trong khi đối thủ của thái tử là Tôn Bá được Toàn Tông và Bộ Chất ủng hộ. Vì cuộc đấu tranh nội bộ kéo dài, nhiều đại thần bị chết, và cuối cùng Tôn Quyền giải quyết sự việc bằng cách lưu đày Tôn Hòa và buộc Tôn Bá phải tự sát. Tôn Quyền qua đời ở tuổi khoảng 70, năm 252. Ông là người cai trị lâu dài nhất trong các vua chúa thời Tam Quốc và người kế vị ông là ấu tử, Tôn Lượng.

## Tuổi trẻ
Tam quốc chí chú đề cập rằng Tôn Quyền là hậu duệ đời thứ 22 của Tôn Vũ (tức Tôn Tử), một nhà quân sự kiệt xuất thời Xuân Thu và là tác giả của Binh pháp Tôn Tử. Tôn Quyền chào đời vào năm 182 đời vua Linh Đế Nhà Hán, khi đó Tôn Kiên vẫn là một quan chức cấp thấp phục vụ Nhà Hán. Năm 184, tức hai năm sau khi Tôn Quyền chào đời, Khởi nghĩa Khăn Vàng do Trương Giác cầm đầu đã lan rộng khắp Trung Quốc. Tôn Kiên gia nhập quân của Chu Tuấn để trấn áp nghĩa quân và dời gia đình về Thọ Xuân. Khi Tôn Sách, trưởng huynh của Tôn Quyền gặp Chu Du năm 189, Tôn Sách quyết định đưa mẹ là Ngô phu nhân và các em về huyện Thư, quê nhà của Chu Du. Từ đó, nhà họ Tôn kết mối giao hảo với Chu Du.
Sách Giang Biểu truyện mô tả về tướng mạo và tính cách của Tôn Quyền:
Vào thời Kiên làm Hạ Bì Thừa thì Quyền sinh, má vuông miệng lớn, mắt có ánh sáng, Kiên thấy lạ, cho là có tướng quý. Đến lúc Kiên chết, Sách nổi dậy ở Giang Đông, Quyền thường đi theo. Suy nghĩ sáng suốt, có nhân lại quyết đoán, ưa hiệp khách, nuôi kẻ sĩ, bắt đầu được biết tiếng, sánh ngang với cha anh. Hễ cùng tham gia mưu tính, Sách rất cho là kì, tự cho mình không theo kịp. Hễ mời họp tân khách, thường ngoảnh bảo Quyền rằng: "Các vị ấy là tướng của ngươi đấy.
Sứ giả Nhà Hán là Lưu Uyển khi gặp qua 4 anh em họ Tôn thì nhận định tuy rằng họ là những người có tài năng và sáng suốt nhưng không có phúc hưởng, chỉ duy nhất có người ở giữa (chỉ Tôn Quyền) là tướng đại quý, tuổi thọ lâu dài mà thôi. Quả nhiên về sau Tôn Sách bị thích khách ám sát mà chết, Tôn Dực cũng bị thuộc hạ giết hại khi tuổi đều còn rất trẻ.
Sau khi Tôn Kiên chết vào năm 191, nhà họ Tôn dời đến Giang Đô để lo hương khói cho Tôn Kiên. Hai năm sau, Tôn Sách đầu quân cho Viên Thuật và lệnh cho Lã Phạm đưa gia đình về nương nhờ nhà của người cậu là Ngô Cảnh. Tuy nhiên, Lưu Yên, tướng giữ chức Dương châu mục tức giận vì Tôn Sách và Viên Thuật đánh bại Lục Khang ở Lư Giang. Ông ta còn thấy sẽ bị tấn công tiếp nữa nên đã đuổi Ngô Cảnh ra khỏi lãnh địa Đan Dương. Vào lúc đó, Tôn Quyền và mẹ ông vẫn ở trong lãnh thổ của Lưu Yên. Thuộc cấp của Tôn Sách là Chu Trị giải thoát cho gia đình họ Tôn và chăm sóc họ. Tôn Quyền và mẹ sau đó về Phù Lăng.
Khi Tôn Sách đánh bại Lưu Yên năm 195, ông ra lệnh cho Trần Báo rước gia đình mình về Đan Dương. Tôn Quyền phục vụ dưới quyền Tôn Sách. Khi ông trưởng thành, ông đã đi theo anh trai trong chiến dịch chinh phạt vùng đồng bằng phía nam sông Dương Tử. Ông được Tôn Sách phong làm Phụng Nghĩa giáo úy ở Dương Tiên  vào năm 196, khi đó ông mới lên 14, và tiếp tục được thăng chức và dần đảm nhận các công việc quan trọng hơn. Tôn Quyền được biết đến là một người thông minh và khéo léo thích kết giao bằng hữu. Danh tiếng của ông không thua kém gì cha và anh trai. Ông đã kết giao với Chu Nhiên và Hồ Tống trong thời trẻ của mình. Cả hai người này về sau đều trở thành trọng thần Đông Ngô. Phan Chương và Chu Thái cũng trở thành gia thần dưới trướng ông. Tôn Sách cũng rất ấn tượng với người em trai này và nói rằng ông sẽ để người của mình cho Tôn Quyền quản lý trong tương lai. Năm 199, Tôn Quyền được bổ làm Giáo úy (校尉) và đi theo anh trai chinh phạt Lư Giang và Dự Chương. Tào Tháo khi đó đang tìm cách lấy lòng Tôn Sách. Cả Tôn Quyền cùng em trai Tôn Dực đều được mời đến làm quan ở Hứa Xương nhưng họ từ chối.

## Kế nhiệm Tôn Sách
Tôn Sách bị ám sát vào năm 200 trong một cuộc đi săn. Lúc sắp ra đi, ông nhận thức được rằng con trai mình vẫn có quá nhỏ để kế vị, vì thế ông giao lại quyền hành cho người em mới 18 tuổi là Tôn Quyền, mới cho gọi Tôn Quyền đến trối rằng:
Cử quân Giang Đông, quyết mưu giữa hai trận đánh, tranh giành thiên hạ, khanh không bằng ta, dùng người hiền tài để họ hết lòng gìn giữ Giang Đông, ta không bằng khanh.
Tôn Sách qua đời, Tôn Quyền tiếc thương cho cái chết của anh trai đến nỗi không thể ngưng khóc, nhưng rồi theo lời khuyên của Trương Chiêu, ông mới mặc quân phục và đến thăm hỏi các tướng cũ của trưởng huynh. Nhiều thuộc hạ nghĩ rằng Tôn Quyền còn quá bé để kế thừa đại nghiệp và muốn rời đi. Đặc biệt, Lý Túc, người nắm giữ Lư Giang, đã về hàng Tào Tháo. Tôn Quyền viết lá thư cho Tào Tháo kể tội ác của Lý Túc rồi đem quân đánh ông này, lấy lại Lư Giang.
Trương Chiêu và Chu Du nhìn ra được tố chất của vị chủ công trẻ tuổi và quyết định tiếp tục theo phù Tôn Quyền. Trương Hoành, người mà Tôn Sách trước đó đã cử đến làm quan ở chỗ Tào Tháo, cũng trở về phục vụ cho Tôn Quyền. (Theo đề nghị của Trương Hoành, Tào Tháo, nhân danh Hán hoàng, phong cho Tôn Quyền làm Thảo Lỗ tướng quân (討虜將軍), một danh hiệu mà nhiều người gọi ông trong một thời gian dài.) Ông kính cẩn vâng theo những lời giáo huấn của mẫu thân là Ngô thị, và cũng rất tin tưởng Trương Chiêu và Trương Hoành về mặt chính trị và Chu Du, Trình Phổ, và Lã Phạm về các vấn đề quân sự. Tôn Quyền cũng tìm kiếm những người trẻ tuổi có tài làm cố vấn cho mình, trong thời gian đó đã kết giao cùng Lỗ Túc và Gia Cát Cẩn, hai người này cũng đóng vai trò quan trọng trong chính quyền về sau. Thêm vào đó, Lục Tốn, Bộ Chất, Cố Ung, Thị Nghi, Nghiêm Tuấn, Từ Hoảng và Chu Hoàn cũng trở thành những người dưới quyền ông. Trải qua nhiều thập kỉ tiếp theo, Tôn Quyền lãnh đạo đất nước bằng việc sáng suốt trong tìm kiếm người tài năng giao phó công việc quan trọng và có những quyết định đúng lúc hợp thời.
Qua nhiều năm, Tôn Quyền chủ yếu quan tâm đến việc bảo vệ lãnh địa trước sự nhòm ngó của các kẻ thù tiềm năng, nhưng ông cũng dần tìm cách quấy rối và làm suy yếu cấp dưới của Lưu Biểu, Hoàng Tổ (người trấn giữa vùng đất trọng yếu đông bắc của Lưu Biểu) – vì cớ Tổ là người đã giết hại cha ông trong chiến trận. Năm 208, ông cuối cùng đã đánh bại và giết được Hoàng Tổ. Không lâu sau đó, Lưu Biểu chết giữa lúc Tào Tháo chuẩn bị nam hạ nhằm tiêu diệt hai kẻ thù là Lưu Biểu và Tôn Quyền.

## Đại chiến Xích Bích

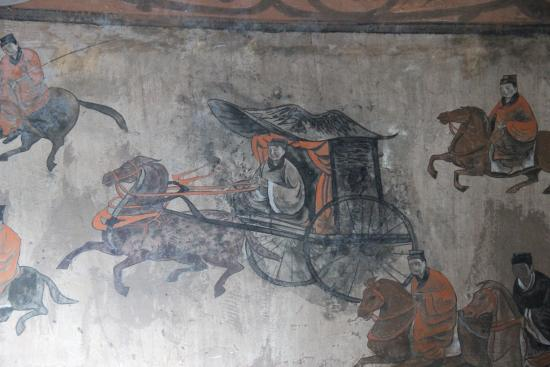
Một bức tranh vẽ xe ngựa và kị binh, từ Đả Hổ đình Hán mộ (打虎亭漢墓) vào cuối đời Đông Hán (25-220),

Cuối năm 208, sau khi Lưu Biểu chết, nội bộ Kinh châu nổ ra tranh chấp về người kế vị, một bên là trưởng công tử Lưu Kỳ và người kia là cháu họ Lưu Tông, vốn được người vợ thứ hai của Lưu Biểu là Thái phu nhân yêu thích (do Lưu Tông kết hôn với cháu của phu nhân). Hoàng Tổ chết đi, Lưu Kỳ vì thế được cử lên thế vị trí của Hoàng Tổ là trấn thủ Giang Hạ. Lưu Tông sau đó được kế vị sau khi Lưu Biểu qua đời, và Lưu Kỳ cảm thấy không hài lòng, nên khởi binh đối đầu với Lưu Tông. Tuy nhiên, Lưu Tông, lo sợ sẽ phải đối phó với cả Tào Tháo và Lưu Kỳ trên cả hai mặt trận, nên đã đầu hàng Tào Tháo. Lưu Bị, người đang nương nhờ Lưu Biểu, không muốn đầu hàng Tào Tháo, chạy về phía nam. Tháo đem quân thảo phạt và đè bẹp quân Lưu, nhưng Lưu Bị chạy thoát; trốn đến Đương Dương. Tào Tháo chiếm được Kinh Châu, tiến đến mục tiêu thống nhất Trung Quốc.
Tôn Quyền cũng nhìn rõ dã tâm của Tào Tháo, và ông cử Lỗ Túc đến lập liên minh với Lưu Bị và Lưu Kỳ để cùng chống Tào. Tào Tháo viết thư cho Tôn Quyền với lời lẽ đe dọa, phô trương thực lực của mình (ước tính khoảng 220, 000 quân, dù Tháo phao lên là 800, 000, trong khi Tôn Quyền chỉ có 30, 000 và Lưu Bị có 10, 000), nhiều gia thần của ông, bao gồm Trương Chiêu, chủ trương đầu hàng Tào Tháo. Tôn Quyền từ chối, theo lời khuyên của Chu Du và Lỗ Túc (vì họ cho rằng Tào Tháo cũng sẽ không tha cho Tôn Quyền ngay cả khi ông đầu hàng).
Tôn Quyền giao cho Chu Du thống lĩnh 30, 000 quân, cùng nhiều thuyền chiến, Chu Du bèn cùng với Lưu Bị lập hệ thống phòng thủ, đóng quân ở trên đát liền. Vào lúc này, quân của Tào Tháo mắc phải bệnh dịch và bị suy yếu. Chu Du bèn thiết lập ra một cạm bẫy khi giả vờ trừng phạt cấp dưới Hoàng Cái, và Hoàng Cái giả hàng Tào Tháo. Hoàng Cái dẫn đội thủy quân trá xưng là sang hàng Tào rồi bất ngờ phóng hỏa tấn công thủy trại Tào. Tào Tháo bỏ quân chạy về phía bắc, nhưng phần lớn quân Tào bị Tôn Quyền và Lưu Bị tiêu diệt.

## Liên kết với Lưu chống Tào

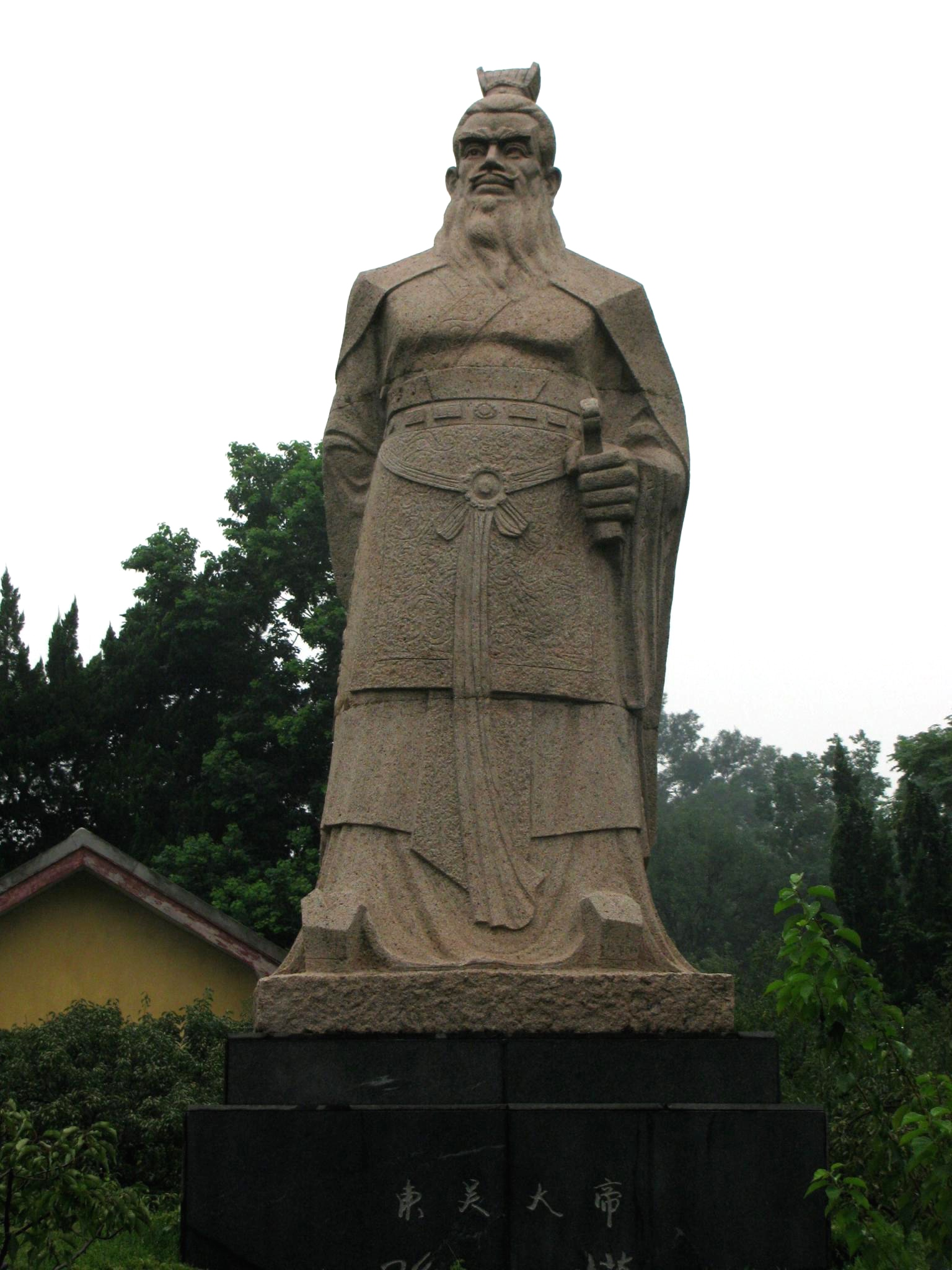
Tượng của Tôn Quyền.

Ngay sau đó, khi Tào Tháo rút lui, Tôn Quyền xua quân chiếm lấy miền bắc Kinh Châu. Lưu Bị thì kéo quân đến thu phục nam Kinh châu. Liên minh Tôn – Lưu có một bước tiến xa hơn bằng cuộc hôn nhân của em gái Tôn Quyền, Tôn Thượng Hương, với Lưu Bị. Chu Du có ý nghi ngờ Lưu Bị, nên đề xuất với Tôn Quyền hãy nhân khi Lưu bị sang Ngô đón dâu sẽ ngầm giam giữ ông ta lại (dù vẫn đối xử tốt) và dùng Lưu Bị làm con tin buộc quân sĩ của ông ta nghe lời họ Tôn; Tôn Quyền, lại cho rằng quân của Lưu Bị sẽ nổi loạn nếu ông làm như vậy, nên đã từ chối. Tôn Quyền đồng ý với kế hoạch của Chu Du là gây chiến với Lưu Chương và Trương Lỗ (người kiểm soát phần đất hiện nay là phía nam Thiểm Tây) để khuếch trương sang lãnh thổ của họ, nhưng sau cái chết của Chu Du vào năm 210, kế hoạch này bị bác bỏ. Tuy nhiên, Tôn Quyền đã thành công trong việc thuyết phục các lãnh chúa đóng ở vùng đất hiện nay là Quảng Đông, Quảng Tây, và miền bắc Việt Nam xưng thần với ông, họ những vùng này trở thành lãnh thổ của Đông Ngô. Tôn Quyền sau đó đồng ý trao quyền quản lý miền bắc Kinh châu cho Lưu Bị, vì Lưu Bị nói rằng miền nam Kinh châu không đủ lương thực để cung cấp cho quân đội của ông ta. Cùng lúc này, Tôn Quyền chỉ định Bộ Chất làm Thứ sử Giao Châu (刺史) thay cho Lại Cung. Sĩ Nhiếp cùng các tướng dưới quyền đều xin tuân lời Bộ Chất. Tôn Quyền nắm quyền cai quản Giao Châu.
Năm 211, Tôn Quyền dời trị sở từ Đan Đồ về Mạt Lăng, năm sau xây dựng lại thành trì ở đây và đổi tên là Kiến Nghiệp. Trị sở mới này giúp ông cai quản tốt hơn vùng hạ lưu Trường Giang và thuận tiện cho việc liên lạc với các tướng lĩnh đóng ở các nơi. Ông cũng cho xây pháo đài tại tại Nhu Tu, theo kế của Lã Mông để ngăn chặn sự tấn công từ Tào Tháo. Năm 212, Lưu Bị vào Xuyên, Tôn Quyền sai Chu Thiện sang Kinh Châu lấy cớ Quốc thái bệnh nặng mà đón em gái là Tôn Thượng Hương về Đông Ngô.
Lã Mông đề xuất bắc phạt vào đầu năm 213. Tôn Quyền đích thân dẫn quân đến Nhu Tu và nhờ vào các pháo đài của Lã Mông dựng lên để chống lại các đợt phản kích của quân Tào. Vào thời điểm đó, Tào Tháo cử thủy quân cố gắng phá vỡ phòng tuyết của Tôn Quyền, nhưng bị các tàu của Tôn Quyền bao vây và tiêu diệt. Cuối cùng, các pháo đài của Lã Mông phòng thủ chắc chắn và khi mưu mùa xuân đến, Tào Tháo phải triệt thoái.
Sau thất bại của Tào Tháo tại Nhu Tu, nhiều người dân ở lưu vực sông Dương Tử chạy về phía nam theo Tôn Quyền. Ngoại trừ Vạn An và những vùng gần đó, thì miền đất ven sông gần như bỏ hoang. Năm 214, Tào Tháo sai Chu Quảng đến Vạn An để gầy dựng lại vùng đất này và củng cố nó dưới quyền kiểm soát của Tào Tháo. Chu Quảng thực hiện các chánh sách nông nghiệp, và cũng thường kích động các toán cướp nổi loạn quấy nhiễu đất của Tôn Quyền. Lã Mông sợ rằng nếu chánh sách của Chu Quảng thành công, sẽ củng cố nền thống trị của Tào Tháo ở vùng đất này và không dễ gì chiếm lại được. Tôn Quyền theo lời Lã Mông nhân khi mùa nước lũ mà cho thủy quân đến thành, tấn công bất ngờ. Thay vì chiến đấu lâu dài, Lã Mông, Cam Ninh và Lăng Thống dùng chiến thuật đánh nhanh phá vỡ các phòng tuyến của Chu Quảng, bao vây thành trì.
Sau khi Lưu Bị chinh phạt được Ích Châu, ông ta đã có đủ nguồn lương thực để cung cấp cho quân đội, nên Tôn Quyền cử Lỗ Túc làm sứ thần sang đòi Kinh Châu, nhưng Lưu Bị từ chối. Tôn Quyền bèn cử Lã Mông và Lăng Thống dẫn 20, 000 người đánh vào nam Kinh Châu và họ bao vây các thành Trường Sa, Quế Dương và Lan Lăng. Lúc này, Lỗ Túc và Cam Ninh tiến đến Ích Dương (益陽) với 10, 000 người (để ngăn cản Quan Công) và đảm nhận việc chỉ huy quân ở Lục Khẩu (陸口). Lưu Bị đích thân tới Công An và Quan Công dẫn 30, 000 quân tới Ích Dương. Khi tin tức về cuộc chiến bay về Hứa Xương, Tào Tháo tìm cách tấn công Hán Trung buộc Lưu Bị, phải tìm cách kí hiệp ước hòa bình với Tôn Quyền để phòng ngừa việc Tào Tháo chiếm giữ Hán Trung. Lưu Bị yêu cầu Tôn Quyền trả lại Lan Lăng cho mình; đổi lại, Lưu Bị cắt Trường Sa và Quý Dương cho Tôn Quyền, lấy sông Tương làm ranh giới.
Tháng 8 năm 214, Tôn Quyền thấy Tào Tháo đang giao chiến với Mã Siêu ở, bèn dẫn 16 vạn quân tiến đến Lục Khẩu, chuẩn bị đánh Hợp Phì. Tướng ở Hợp Phì là Trương Liêu sai người đến chỗ Tào Tháo xin viện quân. Tào Tháo sai Trương Liêu, Lý Điển ra chống, còn Nhạc Tiến thủ thành. Trương Liêu cho rằng quân của Tôn Quyền thế nào cũng đánh Ngã Môn, muốn cho quân tập kích ở đó đánh Tôn Quyền.
Trương Liêu tuyển 800 quân, cưỡi ngựa đi đầu xông vào trận địch, chém chết 2 viên tướng của Tôn Quyền, rồi rút lui để nhử. Quân Ngô mắc mưu đuổi theo. Trương Liêu bí mất chặt đôi cầu Tiêu Diêu để bắt sống Tôn Quyền rồi đặt mai phục ở đó. Qua cầu Tiêu Diêu, quân Ngô bị mai phục, còn cầu đã bị cắt đôi. Trong tình thế nguy cấp, may nhờ viên nha tướng chỉ mẹo nên Tôn Quyền cố gắng thúc ngựa bay qua cầu. Quân Ngô thiệt hại nặng, phải rút lui.
Năm 216, Lỗ Túc chết, quân chánh Đông Ngô rơi vào tay Lã Mông. Năm 217, Tào Tháo lại đánh Nhu Tu lần nữa. Tôn Quyền đích thân dẫn 70, 000 quân tới cố thủ thành trì, mặc dù quyền chỉ huy quân đội thực tế thuộc về Lã Mông. Đó là một chiến dịch quyết liệt, và sau nhiều tuần giao tranh, quân Lã Mông giữ vững thành trì và mưu mùa xuân lại đến thì Tào Tháo phải rút lui.
Song, đó không phải là chiến thắng quyết định. Hầu hết quân Tào Tháo vẫn còn và còn có lực lượng lớn của Hạ Hầu Đôn đóng ở nay mặt bắc của Tôn Quyền. Điều này dẫn đến thế bế tắc vì khi Tôn Quyền giữ quân ở Nhu Tu, Hạ Hầu Đôn không thể tiến quân đánh xuống phía nam; nhưng sau khi Tôn Quyền rời khỏi Nhu Tu, Hạ Hầu Đôn sẽ lập tức gây chiến. Cũng vì lực lượng của Hạ Hầu Đôn quá đông nên khó có thể đuổi đi được. Tôn Quyền nhận thấy dùng binh không thuận lợi, vì thế dùng đến biện pháp ngoại giao. Năm 217, Tôn Quyền kết minh với Tào Tháo, công nhận Tháo là người đại diện hợp pháp của triều đình Hán. Về danh nghĩa là Tôn Quyền đã hàng Tào, Tào Tháo biết rằng Tôn Quyền sẽ không hài lòng nếu bị mình đối xử như bề tôi nên ông ta đồng ý cho Tôn Quyền giữ lại hầu hết các tước hiệu tự xưng khi trước và có toàn quyền cai quản Giang Đông. Tôn Quyền được phép tiếp tục cai trị độc lập nhưng về danh nghĩa là chư hầu của họ Tào.

## Phá vỡ liên minh với Lưu Bị
Năm 219, Quan Vũ bắc phạt, tấn công Phàn Thành, giành chiến thắng trước quân của Tào Nhân. Phàn Thành không vẫn còn nằm trong tay quân Tào, Quan Vũ xua quân vây thành, tình hình nghiêm trọng đến nỗi Tào Tháo muốn bỏ quốc đô Hứa Xương chạy về phía Bắc. Tuy nhiên, Tôn Quyền, bực mình vì những hành động khiêu khích của Quan Vũ trước đó (bao gồm cả việc cướp lấy lương thực của Quyền để dùng cho chiến dịch bắc phạt), nắm lấy cơ hội này, sai Lã Mông cất quân dùng kế áo trắng qua đò mà đánh vào Kinh Châu. Hai tướng My Phương và Phó Sĩ Nhân bất bình với Quan Vũ, bèn dâng Giang Lăng và thành Công An cho Tôn Quyền. Quan Vũ hạ lệnh giải vây Phàn Thành rút lui về Kinh châu, mới biết Giang Lăng và Công An đã mất, phải chạy về Mạch Thành (phía đông nam đường từ Hồ Bắc tới Đương Dương). Tháng chạp năm 219, Tôn Quyền sai người dụ hàng Quan Vũ. Quan Vũ giả vờ đầu hàng, nhưng lại dẫn 10 kỵ quân chạy tới Lâm Thư nằm ở tây bắc Tương Dương thì bị tướng Ngô là Chu Nhiên và Phan Chương bắt mang về. Từ đó Đông Ngô khống chế toàn bộ phía nam sông Trường Giang, gồm Kinh châu và Dương châu.
Tôn Quyền giết chết Quan Vũ, sai người mang đầu ông đến Lạc Dương nộp cho Tào Tháo. Tào Tháo hậu táng cho Quan Vũ, lại phong Tôn Quyền làm Phiêu kị tướng quân, Kinh châu mục, tước Nam Xương hầu, nhằm làm Lưu Bị thù hận Tôn Quyền.
Sau khi Tào Tháo chết năm 220, Tào Phi buộc Hiến Đế thiện vị cho mình, kết thúc 400 năm của Nhà Hán và lập ra Tào Ngụy. Tôn Quyền không ngay lập tức quyết định xưng thần với Ngụy hoặc là chống lại Ngụy, mà chờ một thời gian để xem xét tình thế; ngược lại, đầu năm 221, Lưu Bị xưng là hoàng đế, lập ra nhà Thục Hán. Ngay lập tức, Lưu Bị điều quân tấn công Tôn Quyền để trả thù Quan Công. Sau những nỗ lực cầu hòa không được Lưu Bị đáp lại, lo sợ Ngô sẽ bị tấn công từ hai phía, Tôn Quyền quyết định xưng thần với Tào Ngụy. Cố vấn của Tào Phi là Lưu Diệp khuyên ông này không nhận lễ chư hầu của Ngô — thay vào đó cũng cử quân tấn công Tôn Quyền từ phía bắc, rồi cùng Thục phân chia lãnh thổ. Sau đó nhân khi Thục diệt Ngô đâm ra mệt mỏi liền tiến công bất ngờ mà diệt Thục. Nhiều sử gia coi lựa chọn của Tào Phi sẽ là quyết định định mệnh – đó là thời cơ có một không hai để Ngụy có thể thống nhất Trung Quốc, và thực tế trong tương lai cơ hội thuận lợi này không trở lại nữa. Nhưng Tào Phi, không theo lời của Lưu Diệp, ngày 23 tháng 9 năm 221 đã tấn phong cho Tôn Quyền là Ngô vương và gia phong cho cửu tích.
Năm 222, trong trận Di Lăng, tướng của Tôn Quyền là Lục Tốn đại phá quân của Lưu Bị, chấm dứt cuộc xâm lược của Thục. Nước Thục về sau không còn là mối đe dọa đối với Tôn Quyền nữa. Cuối năm này, khi Tào Phi lệnh cho Tôn Quyền gửi thái tử Tôn Đăng đến Ngụy Đô Lạc Dương làm con tin (để bày tỏ lòng trung thành), Tôn Quyền từ chối và tuyên bố độc lập (bằng việc cải nguyên), lập ra nhà Đông Ngô. Tào Phi xuất quân đánh Ngô quốc, nhưng quân Ngụy bị quân Ngô đánh bại vào đầu năm 223, nước Ngô được an toàn. Khi Lưu Bị qua đời vào cuối năm đó, em trai của Gia Cát Cẩn là Gia Cát Lượng, người nhiếp chính cho con trai và người thừa kế của Lưu Bị là Lưu A Đẩu, tái lập liên minh với Tôn Quyền:19, và hai bên vẫn duy trì liên minh này cho đến khi Thục bị diệt vong vào năm 263.

## Chính quyền Tôn Quyền

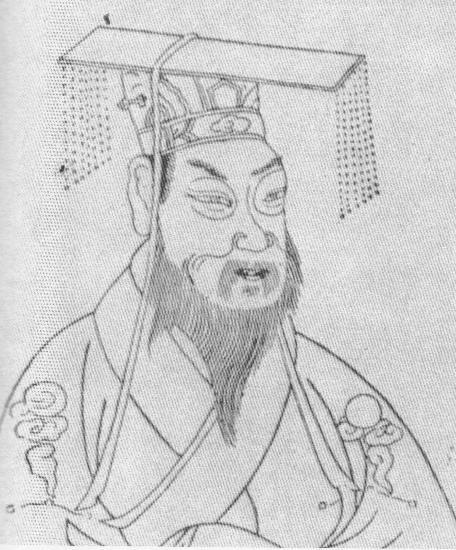
Tôn Quyền

### Thời kỳ đầu
Đầu thời Tôn Quyền, chính quyền Ngô vẫn hoạt động hiệu quả, vì ông biết nghe những lời can gián và biết trọng dụng những người tài năng. Thí dụ, ông tin tưởng vào lòng trung thành của Lục Tốn và Gia Cát Cẩn, vì thế ông cho làm một cái ấn tín và dưa đến chỗ Lục Tốn; bất cứ khi nào trao đổi công văn với Thục hoàng A Đẩu hoặc nhiếp chánh Gia Cát Lượng, ông đều viết thư cho Lục Tốn trước (vì chỗ đóng quân của Lục Tốn gần biên giới Thục), và sau đó, theo ý kiến của Tốn, ông sẽ sửa công văn lại ở những chỗ cần sửa, rồi đưa đến chỗ Tốn để đóng dấu ấn kia vào. Hơn thế nữa, Lục Tốn và Gia Cát Cẩn được ủy quyền điều phối quan hệ với Thục mà không cần báo trước với triều đình. Tôn Quyền đối xử với các quan chức cấp cao như bạn bè và gọi họ bằng tên tự cho nó thân thiết, do đó các quan đều hết lòng trung thành. Ông cũng biết dùng người vào đúng việc; thí dụ, năm 225, khi tìm người lên đảm nhiệm chức thừa tướng, trong khi các đại thần chủ chốt đều ủng hộ Trương Chiêu và muốn ông này làm tướng, Tôn Quyền đã từ chối, với lý do là mặc dù rất tôn trọng Chiêu, nhưng một Thừa tướng là người cần phải giải quyết hết công việc của quốc gia, và Chiêu, tuy có năng lực, nhưng thái độ cứng rắn của ông này dễ dẫn đến căng thẳng với Tôn Quyền và các quan chức khác. Ông cũng đề bạt viên chức Lã Phạm mặc dù, khi ông còn trẻ, Lã Phạm nhiều lần mách với Tôn Sách về thói quen chi tiêu lãng phí của Tôn Quyền, ông hiểu rằng Phạm làm vậy chỉ vì trung thành với chủ Tôn Sách.
Năm 224 và 225, Tào Phi lại tiến quân đánh Ngô, nhưng cả hai lần quân Ngụy đều đại bại – một cách dễ dàng và Tào Phi đã có lời than, "Trời làm Dương Tử để phân chia nam bắc." Tuy nhiên, Tôn Quyền cũng không đủ sức để tấn công sâu vào đất Ngụy. Thí dụ, khi Tào Phi băng hà vào năm 226, Tôn Quyền cất quân đánh vào Giang Hạ của Ngụy nhưng buộc phải lui về khi viện quân của Ngụy kéo đến.
Tuy nhiên, cuối năm này, ông có thể thiết lập quyền lực tại Giao Châu. Quan trấn giữ Giao châu suốt 40 năm là Sĩ Nhiếp qua đời, con là Sĩ Huy tự lập làm Thái thủ. Tôn Quyền chia Giao châu ra làm hai châu Giao và Quảng, sai Lã Đại làm Thứ sử Quảng châu, Đái Lương làm Thứ sử Giao châu, sai Trần Thì đến thay Sĩ Nhiếp. Các quan của Ngô đến nơi thì Sĩ Huy đem quân ra chống giữ. Lã Đại cất quân đến thuyết phục anh em Sĩ Huy ra hàng, rồi giết hết bọn này và chấm dứt sự cai trị của họ Sĩ ở Giao Châu. Nhà Ngô lại hợp hai châu Giao và Quảng làm một, cho Lã Đại làm Thứ sử. Thêm vào đó, nhiều vương quốc độc lập ở các vùng đất mà nay là Campuchia, Lào, và miền nam Việt Nam đều xưng chư hầu với Ngô.
Lương thư có tường thuật về sự xuất hiện của các thương gia người La Mã (Đại Tần) năm 226 tại Giao Chỉ (lúc đó miền bắc Việt Nam nằm dưới sự đô hộ của Trung Quốc, có tên là Giao Chỉ). Quan ở Giao Châu đưa thương gia này tới triều đình của Tôn Quyền ở Nam Kinh. Tôn Quyền yêu cầu ông này giới thiệu về đất nước và người dân Đại Tần. Một đoàn thám hiểm được lập ra để hộ tống thương gia về nước gồm 10 người đàn bà và 10 người đàn ông "lùn và đen" theo như đòi hỏi của người này và một quan chức Trung Hoa, không may, bị chết dọc đường.
Một chiến thắng mà Ngô giành được trước Ngụy trong thời gian này là vào năm 228, khi tướng quân Chu Phường được sự chấp thuận của Tôn Quyền, giả vờ đầu hàng Ngụy sau khi nhiều phen bị Quyền trừng phạt. Tướng Ngụy là Tào Hưu mắc mưu, và đã dẫn quân tiến về phía nam để thu hàng Chu Phường. Ông ta giữa đường bị trúng mai phục của Chu Phường và Lục Tốn và thiệt hại nặng, tuy nhiên được cứu thoát bởi quân cứu viện của Giả Quỳ.
Ngày 23 tháng 6 năm 229, Tôn Quyền quyết định xưng đế, một hành động bị các triều thần bên Thục cho là một hành động phá vỡ liên minh, vì họ cho rằng việc Ngô xưng đế là phản lại Nhà Hán – còn Thục là chính quyền kế thừa hợp pháp của Hán. Tuy nhiên, Gia Cát Lượng phản đối việc hủy liên minh và ngược lại đã kí một hiệp ước với Ngô vào cuối năm đó, theo đó hai bên hỗ trợ lẫn nhau cùng chống Ngụy và sau khi thành công thì phân chia đất đai. Cuối năm này, ông rời đô từ Vũ Xương đến Kiến Nghiệp, để thái tử Tôn Đăng, với sự hỗ trợ của Lục Tốn, trấn thủ lãnh địa phía tây của Đông Ngô.

### Thời kì giữa

Thế cục Tam quốc qua từng năm.

Năm 230, một trong những mầm mống cho sự suy tàn của triều đại Tôn Quyền đã đến. Năm đó, ông gửi các tướng Vệ Ôn (衛溫) và Gia Cát Trực (諸葛直) đem 10,000 thủy quân đến Biển Đông để thăm dò các đảo ở Nghi châu (夷洲) và Đam Châu (亶洲), có thể là Đài Loan hoặc Lưu Cầu, và rồi chinh phạt các đảo này, nhưng gặp sự can ngăn của Lục Tốn và Tiền Tông. Hải quân không thể đến được Đam Châu mà chỉ dừng lại ở Nghi châu, và triệt về năm 231 sau khi bắt được mấy nghìn người bản địa – nhưng tới 80-90% quân Ngô bị chết vì bệnh tật. Thay vì nhận sai lầm, Tôn Quyền lại xử tử Vệ Ôn và Gia Cát Trực. Có lẽ lo ngại về việc phụ thân dần kém minh mẫn, thái tử Tôn Đăng rời Kinh Tương và giao lại nơi này cho Lục Tốn năm 232 rồi trở về Kiến Nghiệp, và ông ta vẫn ởt Kiến Nghiệp cho đến khi qua đời năm 241. Năm 242, ông phái bọn Nhiếp Hữu đến châu Nhai Đam Nhĩ.
Năm 232, Tôn Quyền có một hành động sai lầm liên quan đến hải quân – khi ông cử các tướng Chu Hạ và Bùi Tiềm vượt biển đến chỗ quân phiệt đang xưng thần với Ngụy là Công Tôn Uyên, người nắm giữ vùng Liêu Đông (Liêu Ninh ngày nay), để mua ngựa, hành động này bị phản đối bởi Lã Phạm – trong cơn giận dữ, ông đày Lã Phạm ra đất Thương Ngô. Tuy nhiên, khi người của Tôn Quyền đến, chuyến đi hoàn toàn thất bại – cả Chu Hạ và Bùi Tiềm, trên đường trở về, bị hải quân của Ngụy chặn đánh và giết chết. Nhận ra sai lầm của mình, Tôn Quyền triệu hồi Lã Phạm về Kiến Nghiệp, tuy nhiên Lã Phạm chưa về đến nơi thì đã đổ bệnh mà chết.
Tuy nhiên, năm sau, Tôn Quyền lại phạm một sai lầm khác trong quan hệ ngoại giao với Công Tôn Uyên, khi đó Công Tôn đã gửi thư cho ông, tự nguyện xưng thần. Tôn Quyền cả mừng, và gia phong Công Tôn Uyên làm Yên vương và gia phong cho cửu tích, thậm chí còn gửi 10,000 quân vượt biển ra bắc để giúp Uyên chống Ngụy, không nghe theo lời khuyên của các cận thần cấp cao, trong đó có Trương Chiêu. Khi quân Ngô đến, tuy nhiên, Công Tôn Uyên phản bội lời hứa, đã giết các tướng của Tôn Quyền là Trương Di và Hứa Yến, những người được Tôn Quyền cử đến để ban chiếu gia phong cửu tích cho Uyên, và bắt giữ quân cứu viện của Ngô. Nghe được tin này, Tôn Quyền rất tức giận và muốn ngay lập tức thân chinh ra miền bắc để đánh Công Tôn Uyên, lúc đầu, ngay cả Lục Tốn cũng không thể ngăn cản ông, dù sau đó ông nhận ra được sai lầm và từ bỏ kế hoạch. Để bày tỏ lòng thành, ông đích thân tới nhà Trương Chiêu để xin lỗi ông này. Hơn thế nữa, mặc dù không còn nhanh nhạy và chính xác như trước đây, ông vẫn có khả năng đưa ra những quyết định định hợp lý. Ví dụ, năm 235, khi, Ngụy đế Tào Tuấn cho người mang ngựa đến và đề nghị đổi lấy ngọc trai, cẩm thạch, và mai rùa, một hành động chứng tỏ sự khinh miệt, Tôn Quyền đã bình tĩnh tỏ ra không quan tâm gì đến sự xúc phạm đến và đồng ý trao đổi, với lý do rằng nước Ngô đang cần ngựa chiến hơn là những thứ kia.
Tháng 5 năm 234, để hưởng ứng chiến dịch bắc phạt cuối cùng trong đời Gia Cát Lượng,:237 Tôn Quyền đích thân đem binh tấn công thành trì Hợp Phì của Ngụy, và cử Lục Tốn cùng Gia Cát Cẩn tấn công Tương Dương.:237 Đến tháng 7 khi lương thực của Tôn Quyền không tới kịp thì Tào Tuấn đích thân dẫn quân đến, Tôn Quyền, Lục Tốn và Gia Cát Cẩn cùng lui binh.:240 Tháng 8, Tôn Quyền sai Gia Cát Khác làm Thái thủ Đơn Dương, thảo phạt các bộ tộc Sơn Việt. Năm 235, ông mệnh Lã Đại thảo phạt đám giặc cướp của Lý Hoàn.
Tôn Quyền tuổi già càng lú lẫn, triều chánh dần rơi vào hỗn loạn. Năm 238, nhân Tôn Quyền sủng tín Lã Nhất mà giao phó chánh quyền, Lã Nhất tính tình tàn nhẫn, chấp pháp một cách nghiêm khắc và khốc liệt. Thái tử Tôn Đăng nhiều lần can ngăn về việc này, Tôn Quyền đều không nghe, đại thần các nơi cũng không ai dám can gián.
Cũng năm 238, khi tướng Ngụy là Tư Mã Ý nhận mệnh thảo phạt Công Tôn Uyển, Tôn Quyền, dù có mối thù từ trước với họ Công Tôn, vẫn nhận ra rằng mình có thể lợi dụng thời cơ nếu Tư Mã Ý thất bại, vì thế ông không ngay lập tức bác bỏ yêu cầu cứu viện từ Công Tôn Uyên. Tuy nhiên, vì Tư Mã Ý nhanh chóng đánh bại Công Tôn Uyên, Tôn Quyền không kịp cử quân bắc phạt theo kế hoạch. Cùng năm này Lã Nhất bị nghị tội gian tà và xử tử, Tôn Quyền mới thừa nhận sai lầm, và viết thư cho Gia Cát Cẩn, Bộ Chất, Chu Nhiên, và Lã Đại, tự mình nhận lỗi lầm trong mấy năm gần đây và đề nghị họ thẳng thắn can gián bất cứ khi nào thấy chủ công phạm phải sai lầm.
Năm 241, Tôn Quyền được tin Tào Tuấn đã qua đời (239), con là Tào Phương còn nhỏ mà quyền thần Tào Sảng nắm quyền chánh, bèn quyết kế đánh Ngụy, tuy nhiên ông không nghe theo lời viên quan Ân Trát (殷札) (người đã đề nghị liên minh với Thục để giáp công Ngụy từ bốn mặt), và chiến dịch cuối cùng thất bại.

## Những năm cuối
Cuối năm 241, thái tử Tôn Đăng chết ở tuổi 33. Trước khi chết, Đăng có làm một tờ di biểu bày tỏ nỗi lòng và khuyên ngăn Tôn Quyền về những việc tương lai, Tôn Quyền xem xong thì sa nước mắt. Ngôi trữ quân bỏ trống khiến những tranh cãi trong triều nổi lên và việc này dần khiến Tôn Quyền chán nản và suy kiệt. Năm 242, ông lập con trai thứ ba là Tôn Hòa, do Vương thị sanh ra, làm hoàng thái tử. Tuy nhiên, ông cũng yêu thương một người con trai khác do Vương phu nhân sinh ra, Tôn Bá, và cho phép Tôn Bá có những đãi ngộ ngang với thái tử – hành động này khiến nhiều quan chức ngả theo phe Tôn Bá vì nghĩ ông này sẽ sớm lật đổ Tôn Hòa, nhưng Tôn Quyền không biết gì về những chuyện này. Sau năm 245, khi Tôn Hòa và Tôn Bá bắt đầu mở phủ đệ riêng, quan hệ của họ trở nên tồi tệ, và Tôn Bá bắt đồng có những hành động mưu đoạt quyền của Tôn Hòa. Bởi nghe lời gièm pha của con gái là Tôn Lỗ Ban, Tôn Quyền trách cứ mẫu thân của Tôn Hòa là Vương phu nhân vì việc này – khiến bà ta âu buồn mà chết. Ông cũng ngăn cản các quan chức gặp Tôn Hòa và Tôn Bá với ý đồ khiến họ không thể tạo lập vây cánh lớn mạnh trong tương lai, nhưng không thể ngăn chặn tham vọng của Tôn Bá. Thật vậy, khi Lục Tốn cố gắng để bảo vệ Tôn Hòa, Tôn Bá bèn vu cáo ông ta bằng những tội lỗi không có thật, khiến Tôn Quyền giận dữ và đay nghiến Lục Tốn, cuối cùng ông ta lo buồn mà chết.
Năm 248, Triệu Thị Trinh nổi dậy chống Ngô ở Giao Chỉ (miền Bắc Việt Nam ngày nay). Tôn Quyền sai Lục Dận là cháu của Lục Tốn đem quân thảo phạt, tiêu diệt toàn bộ nghĩa quân.
Năm 250, vì chán nản với việc Tôn Bá luôn tìm cớ hãm hại Tôn Hòa, Tôn Quyền đã có một hành động hết sức bất ngờ, ông buộc Tôn Bá phải tự tử, cùng lúc phế truất Tôn Hòa (người vốn không có lỗi gì), và sau đó lập ấu tử mới 8 tuổi, Tôn Lượng, làm thái tử thế cho Tôn Hòa. Việc này gặp phải sự phản đối của phò mã Thừa tướng Chu Cứ (chồng của con gái Tôn Quyền là Tôn Lỗ Dục), nhưng sự can ngăn của Chu Cứ không những chẳng giúp gì được cho Tôn Hòa, mà trái lại còn dẫn đến họa sát thân, vì Tôn Quyền đã buộc Chu Cứ phải tự sát sau đó. Nhiều quan chức phản đối việc phế trữ quân, cũng như bọn người theo phe Tôn Bá, đã bị hành quyết.
Trong thời gian này, Tôn Quyền sai các tướng cứ định kỳ lại đến phá các con đê ở gần biên giới với Ngụy, mục đích là khiến vùng đất này bị ngập lụt, từ đó khiến nước Ngụy không có thời gian rảnh mà tấn công xuống phía nam.
Năm 251, Tôn Quyền hạ chiếu lập hậu – người được chọn là mẫu thân của Tôn Lượng, phu nhân Phan Thục (trước đây, ông có rất nhiều vợ, nhưng chưa bao giờ phong một ai lên ngôi Chánh cung, chỉ có một ngoại lệ là Bộ phu nhân, người thị thiếp được sủng ái nhất, nhưng chỉ là truy phong sau khi bà qua đời năm 238). Cuối năm đó, tuy nhiên, thấy rằng Tôn Hòa không có lỗi nên Tôn Quyền muốn gọi Hòa trở về, nhưng cuối cùng do sự can thiệp của con gái ông là Tôn Lỗ Ban cùng tôn thất Tôn Tuấn, những người ủng hộ thái tử Tôn Lượng. Khi này ông đã rất già yếu (69 tuổi vào năm đó) và, theo kiến nghị của Tôn Tuấn, bổ nhiệm con trai của Gia Cát Cẩn là Gia Cát Khác làm nhiếp chính trong tương lai cho Tôn Lượng. Mặc dù ông cũng có đánh giá rằng Gia Cát Khác là kẻ kiêu ngạo và hay có những ý kiến trái ngược với mọi người. Vào thời điểm đó ở khắp nước Ngô, người ta vẫn ấn tượng với những thành tích gần đây của Khác, đều tin rằng Khác là lựa chọn thích hợp nhất cho địa vị nhiếp chính vương.
Năm 252, Tôn Quyền lập phế thái tử Tôn Hòa làm Nam Dương vương, con thứ 5 Tôn Phấn làm Tề vương, con thứ 6 Tôn Hưu làm Lang Nha vương. Cùng năm đó, khi Tôn Quyền bệnh trọng đang hấp hối, Phan hoàng hậu bị cung nhân ám sát, nhưng sự việc cụ thể diễn ra như thế nào vẫn là một bí ẩn. Các quan chức của Ngô tuyên bố rằng do hoàng hậu tính tình độc ác và khắc nghiệt, khiến cung nhân căm ghét, nên họ nhân khi bà đang ngủ đã xông vào cung bóp cổ tới chết, trong khi nhiều sử gia, bao gồm Hồ Tam Tỉnh, người viết bài bình cho Tư trị thông giám cho Tư Mã Quang, tin rằng việc này là do thế lực triều thần ở Ngô làm ra, vì họ sợ Phan thị sẽ chiếm lấy quyền lực khi trở thành hoàng thái hậu lúc Tôn Quyền không còn. Ngày 21 tháng 5 năm 252, Tôn Quyền mất ở tuổi 70 (theo cách tính tuổi truyền thống của phương Đông), và Tôn Lượng lên kế ngôi. Tôn Quyền được an táng vào tháng 8 hoặc tháng 9 năm 252 tại một lăng mộ đặt tại Tử Kim Sơn ngày nay là Nam Kinh.

## Đánh giá
Tiểu thuyết gia La Quán Trung trong Tam quốc diễn nghĩa bình luận về Tôn Quyền bằng bốn câu thơ, theo bản dịch của Phan Kế Bính là:
Mắt xanh, râu đỏ, chí anh hùng,

Khéo khiến thân liêu chịu hết lòng,

Hăm bốn năm giời gây nghiệp lớn,

Hổ ngồi, rồng cuộn xứ Giang Đông.
Trần Thọ trong Tam quốc chí nói về Tôn Quyền:
Tôn Quyền cúi mình nhẫn nhục, ưa tài chuộng kế, có cái anh hào của Câu Tiễn, là bậc hùng kiệt trong muôn người vậy. Cho nên tự nắm giữ được miền Giang Biểu, lập nên nghiệp chân vạc. Nhưng tính hay nghi ngờ, vội vàng giết chóc, cho đến năm cuối đời lại càng thêm xấu. Đến như tin lời gièm mà làm mất đức, phế bỏ người nối dõi, há gọi là mưu nghĩ giúp đỡ cho con cháu được yên sao? Dòng dõi sau này suy yếu, bèn dẫn đến mất nước, không hẳn là không do từ đó vậy.

## Gia đình
- Ông: Tôn Chung (孫鍾)

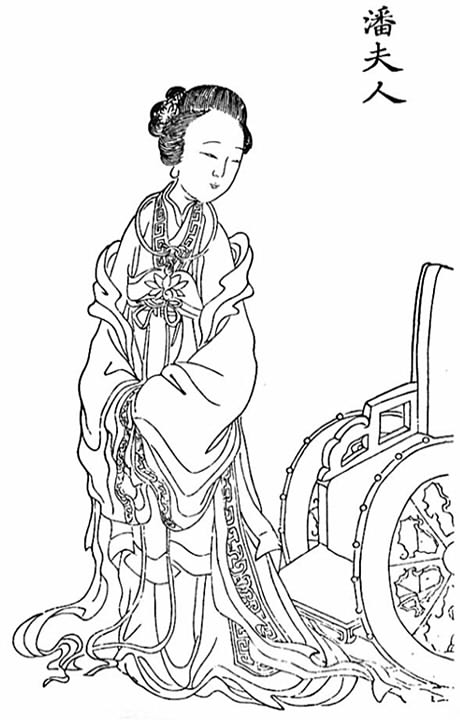
Hoàng hậu Phan Thục.

- Cha: Tôn Kiên, truy tôn miếu hiệu là Thủy Tổ (始祖), thụy hiệu là Võ Liệt hoàng đế (武烈皇帝).
- Mẹ: Ngô phu nhân, sau truy tôn thụy hiệu Võ Liệt hoàng hậu (武烈皇后).
- Mẹ nuôi: Ngô quốc thái, em gái của Ngô phu nhân.
- Anh chị em:

1. Tôn Sách, sau truy tôn là Trường Sa Hoàn vương (長沙桓王).
2. Tôn Dực. Ông có một người vợ là Từ phu nhân, vừa đẹp vừa tài. Một tên gia thần thèm muốn sắc đẹp của bà mà sát hại Tôn Dực, bà đã lập mưu giết chết nghịch thần.
3. Tôn Khuông.
4. Tôn Lãng.
5. Tôn Thượng Hương, gả cho Lưu Bị.

- Thê thiếp:

1. Tạ phu nhân (謝夫人), chị của Tạ Thừa.[44] Nhan sắc và thiên chất của nàng nổi tiếng Giang Đông nên được coi là môn đăng hộ đối với nhà Tôn gia. Chủ trì cho cuộc hôn nhân này chính là mẹ của Tôn Quyền Ngô quốc thái. Nhưng không may Tạ phu nhân qua đời quá sớm khi chưa kịp sinh quý tử cho Tôn gia. Cái chết của Tạ phu nhân chính là do sự sủng ái của Tôn Quyền dành cho Từ phu nhân nên nàng bị ghẻ lạnh ấm ức mà chết.
2. Từ phu nhân (徐夫人), sinh Tôn Đăng[44]. Cha của nàng là Từ Côn, là danh gia vọng tộc quận Ngô, từng cùng Tôn Kiên, Tôn Sách Nam chinh Bắc phạt, sau này chết trận trong khi chinh phạt Hoàng Tổ. Khi Tôn Quyền quyết định lập người con gái này làm phu nhân đã gặp rất nhiều trắc trở, bởi vì vấp phải sự phản đối của hầu hết các đại thần trong triều. Đầu tiên, thân phận của hai người không phải, nàng là cháu gái của cô mẫu Tôn Quyền cũng có nghĩa Tôn Quyền là biểu thúc (chú họ) của nàng vì thế là họ hàng cận huyết. Nhưng đây không phải là trở ngại lớn nhất mà nếu lấy nàng thì khi họ hàng thân thích gặp nhau phải xưng hô thế nào. Hơn nữa nàng là quả phụ, chồng của nàng vốn là Lục Thượng, chính là cháu trai của Lục Khang bị Tôn Sách bức tức mà chết. Sau khi Lục Thượng mất, Tôn Quyền từng nghe đến sắc đẹp của nàng từ lâu nên vội vàng phái người đón nàng về cung. Đám quần thần trong triều đã nổ ra vụ tranh cãi nảy lửa vì sao lại lấy một quả phụ. Nhưng Tôn Quyền cũng không vừa, để có thể chiến thắng "trận chiến" này, trong triều có đại thần tên Trương Chiêu phản đối mạnh mẽ nhất nên bèn nghĩ cách điều ông ta ra ngoài lo việc, khi ông ta trở về thì Tôn Quyền đã cưới xong Từ phu nhân. Lúc này gạo đã nấu thành cơm, Trương Chiêu chỉ còn cách ấm ức trong lòng. Vượt qua rất nhiều trở ngại mới cưới được người trong mộng nhưng tiếc rằng cuộc hôn nhân này lại không hạnh phúc. Từ phu nhân là người ghen tuông đố kỵ, đầu tiên là bức chết Tạ phu nhân, rồi không cho Tôn Quyền được gần gũi ai. Dần dần Tôn Quyền cũng không chịu nổi tính ghen tuông của nàng, không lâu sau Bộ phu nhân tiến cung, Từ phu nhân bị lạnh nhạt Tôn Quyền cho nàng đến Ngô quận (này là Tô Châu) sống ở đó mấy chục năm và không muốn gặp mặt nàng. Vì nàng đã từng nuôi dưỡng thái tử Tôn Đăng cho nên thái tử luôn thỉnh cầu Tôn Quyền đưa nàng quay trở về Kiến Khang. Các đại thần cũng thỉnh cầu Tôn Quyền lập Từ phu nhân làm hoàng hậu. Nhưng Tôn Quyền không đồng ý vì người ông đang sủng ái chính là Bộ phu nhân.
3. Đại hoàng hậu Phan Thục, lập hậu năm 250. Phan phu nhân vốn là con gái của một tội thần, bị đưa vào cung để làm nô tỳ. Một hôm, Tôn Quyền đi lại trong cung thì nhìn thấy Phan phu nhân, ngay lập tức bị mê hoặc bởi dung mạo của nàng và tuyển nạp vào hậu cung. Mặc dù Tôn Quyền lúc đó tuổi đã cao nhưng Phan phu nhân vẫn sinh hạ cho ông một hoàng tử là Tôn Lượng[44][45]. Nhờ dựa phúc của con trai, mỹ nữ này được Tôn Quyền phong làm Hoàng hậu. Phan phu nhân bắt đầu thể hiện là một người rất có dã tâm, trước tiên bà xin Tôn Quyền cho phép chị ruột của mình ra khỏi cung để xuất giá, sau đó thường xuyên dùng lời đường ngọt mê hoặc Tôn Quyền, vu oan giáng họa cho các phu nhân khác ở hậu cung, từ đó có thể một mình sở hữu Tôn Đế. Không chỉ có vậy, người này còn vô cùng quá quắt với người hầu, vì thế mà cuối cùng chết dưới tay của cung nữ trong cung. Rước phải một xà nữ như vậy, Tôn Quyền có thể không hối hận sao.
4. Bộ phu nhân (步夫人), tính tình ôn hòa, cẩn túc, phong thái đĩnh đạc, thông minh nên ông luôn tin kính và quý mến bà. Sinh 2 công chúa. Sau khi mất truy tặng Hoàng hậu (không có thụy hiệu)[44].
5. Vương phu nhân (王夫人), sau truy tôn Đại Ý Hoàng hậu (大懿皇后), sinh Tôn Hòa và Tôn Bá. Bà bị Toàn công chúa ghen ghét dèm xiểm, lại không thanh minh được với chồng nên oán hờn mà chết[44]. Con trai bà, Tôn Hòa hoàn toàn bị thất sủng.
6. Vương phu nhân, sau truy tôn Kính Hoài hoàng hậu (敬懷皇后), sinh Tôn Hưu[44].
7. Viên phu nhân (袁夫人), con gái Viên Thuật. Sau khi Viên Thuật bại trận chết, nàng vốn có nhan sắc nên được Tôn Quyền đưa vào cung. Nàng vốn đẹp như trăng lại đức hạnh nhưng tiếc rằng nàng không có con, Tôn Quyền đã từng muốn lập nàng làm hoàng hậu nhưng nàng biết mình không thể có con nên đã từ chối.
8. Triệu phu nhân (趙夫人), em gái Triệu Đạt, là nữ họa gia sớm nhất được ghi lại[46].
9. Trọng Cơ (仲姬), sinh Tôn Phấn[44].
10. Tạ Cơ (谢姬), có thuyết cho là mẹ của Tôn Bá[47].

- Con trai:

1. Tôn Đăng, tự Tử Cao (子高).
2. Tôn Lự, tự Tử Trí (子智).
3. Tôn Hòa, tự Tử Hiếu (子孝).
4. Tôn Bá, tự Tử Uy (子威).
5. Tôn Phấn, tự Tử Dương (子揚).
6. Tôn Hưu, tự Tử Liệt (子烈). Hoàng đế thứ ba của Đông Ngô.
7. Tôn Lượng, tự Tử Minh (子明). Hoàng đế thứ hai của Đông Ngô, bị quyền thần phế truất.

- Con gái

1. Tôn Lỗ Ban (孫魯班), nhũ danh Đại Hổ, lấy Chu Tuần (周循), sau lấy Toàn Tông (全琮).
2. Tôn thị, lấy Lưu Toản, mất sớm.
3. Tôn Lỗ Dục (孫魯育), nhũ danh Tiểu Hổ, lấy Chu Cứ (朱據), sau lấy Lưu Toản.
4. Tôn thị, lấy Đằng Dận (滕胤)[48].

- Con nuôi

1. Lăng Liệt, con trưởng của Lăng Thống
2. Lăng Phong, con thứ của Lăng Thống. Cả hai anh em được Tôn Quyền nuôi ở trong cung từ nhỏ, sau phong là Đình hầu

## Niên hiệu
Tôn Quyền xưng vương năm 222, xưng đế năm 229, qua đời năm 252, tổng cộng trong 30 năm, cải nguyên 6 lần
- Hoàng Vũ (黄武; 黃武; Huángwǔ; Huang-wu) 222–229
- Hoàng Long (黄龙; 黃龍; Huánglóng; Huang-lung) 229–231
- Gia Hòa (嘉禾; Jiāhé; Chia-ho) 232–238
- Xích Ô (赤乌; 赤烏; Chìwū; Chih-wu) 238–251
- Thái Nguyên (太元; Taìyuán; Tai-yuan) 251–252
- Thần Phượng (神凤; 神鳳; Shénfèng; Shen-feng) 252

## Trong văn hóa hiện đại

### Trò chơi điện tử
Tôn Quyền xuất hiện như một nhân vật trong loạt video games Dynasty Warriors vàWarriors Orochi của Koei.
Trong trò chơi thẻ Magic: The Gathering có một thẻ gọi là "Tôn Quyền, Chúa của Ngô.
Trong trò chơi board game của Trung Quốc Tam Quốc Sát, có một thẻ anh hùng Tôn Quyền mà người chơi có thể chọn nó khi bắt đầu lượt đầu tiên.
Trong bộ phim The Weird Man của Shaw Brothers Studio, Tôn Quyền xuất hiện ở phần cuối cùng phim khi Tôn Sách lập ông làm người kế vị trước khi qua đời sau vụ ám tiến hành bởi Hứa Cống và Vu Cát.
Tôn Quyền cũng là nhân vật xuất hiện trong trò chơi điện tử Puzzle & Dragons như một phần của series Three Kingdoms Gods.

### Trong phim ảnh
Nhân vật Tôn Quyền xuất hiện trong khá nhiều bộ phim về đề tài Tam quốc như
- Tam Quốc diễn nghĩa (1994), do Ngô Hiểu Đông thủ vai[54][55][56]
- Diễn viên người Đài Loan Trương Chấn thủ vai Tôn Quyền trong hai phần của bộ phim về Xích Bích năm 2018 về đề tài chiến tranh của đạo diễn Ngô Vũ Sâm[57][58][59][60][61].
- Tam Quốc (2010) do Trương Bác thủ vai[62]
- Đại quân sư Tư Mã Ý chi Quân sư liên minh (2017) do Đinh Hải Phong thủ vai[63][64]
- Trịnh Phúc Điền, Khả Vĩnh Quyết, Dương Hiệu Xuân (2006), Tướng soái cổ đại Trung Hoa, tập 1, Nhà xuất bản Lao động.